# Nasebyi csata

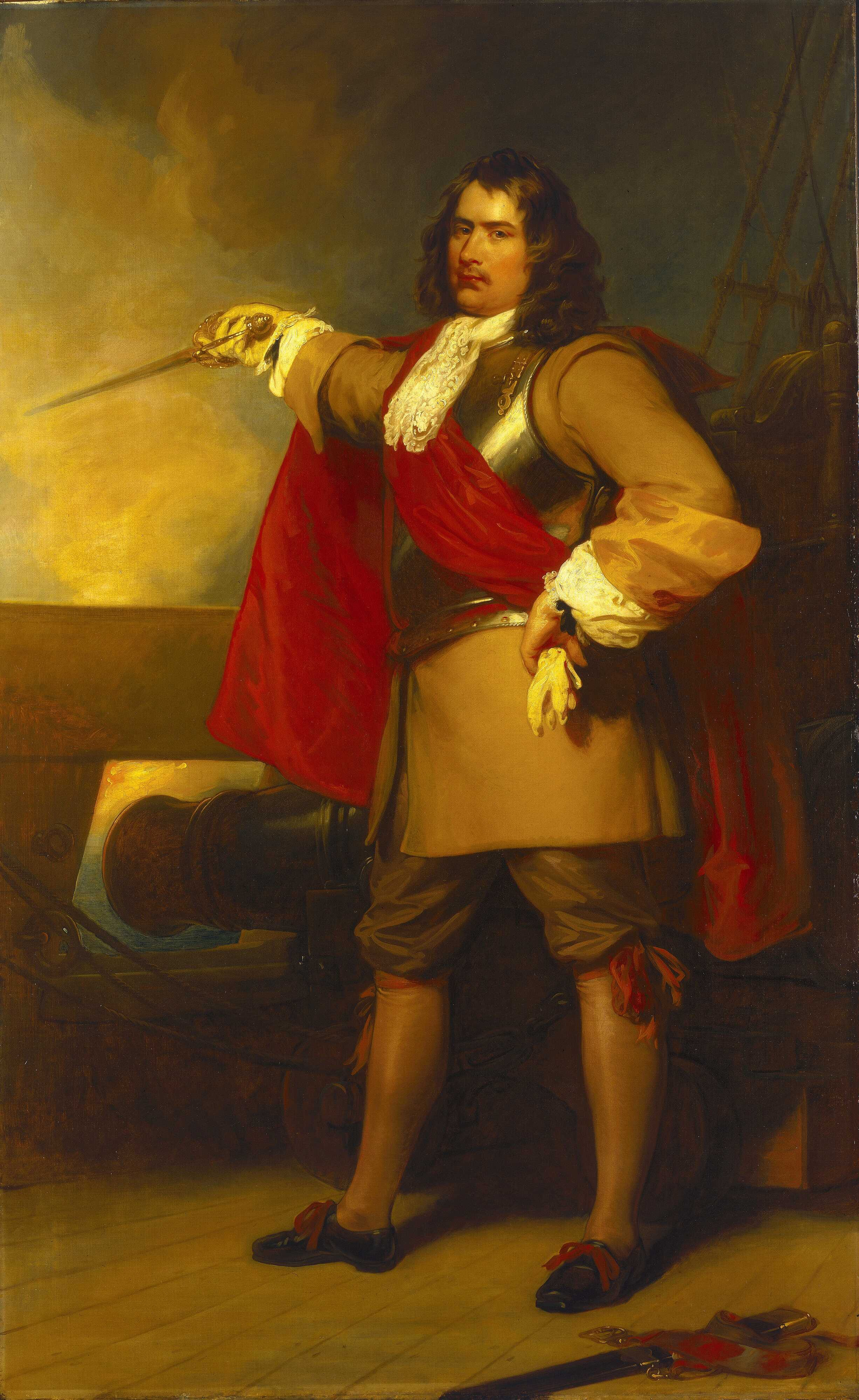
Henry Perronet Briggs (1829): Robert Blake

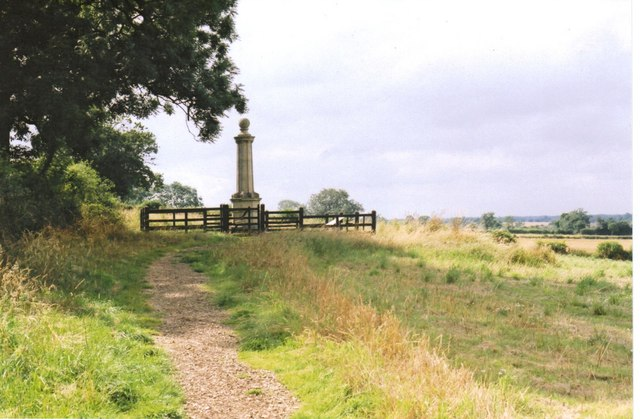
A kerekfejűek emlékműve Naseby közelében

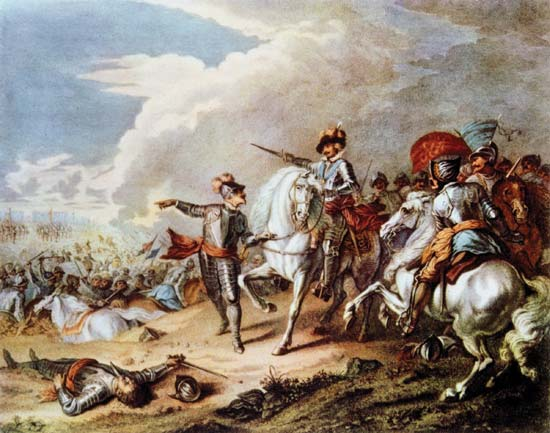
Ismeretlen festő képe a csatáról

A nasebyi csata az angol polgárháború döntő csatája volt. A csatára 1645. június 14-én került sor Naseby falu közelében, Northamptonshire-ben. A parlamenti új hadsereg Sir Thomas Fairfax és Oliver Cromwell parancsnoksága alatt  megsemmisítette az I. Károly és Rupert herceg által vezetett királypárti hadsereget. I. Károly Newarknál megadta magát a skót hadseregnek.

## Előzményei
A királypártiak 1644 októberében zárták körül Taunton városát. Taunton fekvése nem kedvezett a védelemnek, ám Robert Blake elszántan hadakozott, és az egészen 1645 júliusáig elhúzódó ostromzár ideje alatt három nagy ostromot vert vissza.  Az Edmund Wyndham, sir John Berkeley és lord Goring vezette  ostromló királypárti sereg minden próbálkozását meghiúsították. az ostrom ugyanakkor a királypártiak jelentős erőit lekötötte, és ennek komoly szerepe volt az  1645. június 14-én Nasebynél vívott csata kimenetelében.

## Lefolyása
Naseby falu Northampton  angol grófságban, az Avon melletti dombon található, Northampton településtől mintegy 20 km-re.
A csatában  Cromwell és sir Thomas Fairfax vezette kerekfejűek  megsemmisítő vereséget mértek a királypártiak főseregére, lényegében eldöntve ezzel a polgárháború kimenetelét.
Az ostromlók a Nasebynél elszenvedett vereség hírére beszüntették a harcot, és elvonultak a szinte földig rombolt falak alól. Robert Blake-et országszerte hősként ünnepelték.

## Következményei
I. Károlyt a skótok 1647-ben átadták a Parlamentnek. Károly megszökött, és újrakezdte a harcot, de rövid idő múlva ismét a Parlament kezére jutott, majd perét követően lefejezték. 1649-ben kikiáltották a köztársaságot, amelyet 1653-tól Lord Protectorként Oliver Cromwell irányított.